# Mormolyca dressleriana
Mormolyca dressleriana är en orkidéart som först beskrevs av Germán Carnevali och John T. Atwood, och fick sitt nu gällande namn av Mario Alberto Blanco. Mormolyca dressleriana ingår i släktet Mormolyca och familjen orkidéer. Inga underarter finns listade i Catalogue of Life.